# Polkowice
Polkowice là một thị trấn thuộc huyện Polkowicki, tỉnh Dolnośląskie ở miền tây nam Ba Lan. Thị trấn có diện tích 24 km². Đến ngày 1 tháng 1 năm 2011, dân số của thị trấn là 22210 người và mật độ 936 người/km².